# La Cistérniga
La Cistérniga (appelée Cestérniga jusqu'en 1857) est une commune de la province de Valladolid dans la communauté autonome de Castille-et-León en Espagne.

## Administration

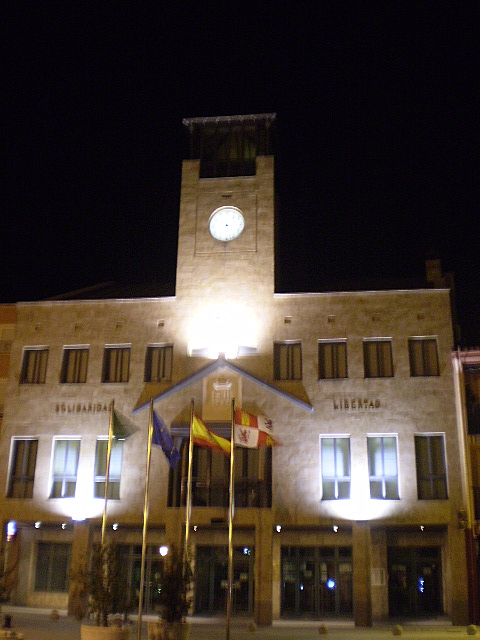
Mairie de La Cistérniga.

## Sites et patrimoine
- Église de San Ildefonso
- Sculpture du nageur (escultura del nadador)

## Personnalités liées à la commune
- Valeriano Orobón Fernández (1901-1936), théoricien de l'anarcho-syndicalisme est né dans la commune.